# Leonid Giejsztor
Leonid Grigorjewicz Giejsztor (ros. Леонид Григорьевич Гейштор; ur. 15 października 1936 w Homlu) – radziecki kajakarz, kanadyjkarz. Złoty medalista olimpijski z Rzymu. Obecnie obywatel Białorusi.
Zawody w 1960 były jego jedynymi igrzyskami olimpijskimi. W 1960 zwyciężył w kanadyjkowych dwójkach na dystansie 1000 metrów, partnerował mu Siergiej Makarienko. W 1963 był mistrzem świata w C-2 na dystansie 10000 metrów. W tej samej konkurencji był mistrzem Europy w 1961 i 1963. Trener reprezentacji ZSRR i Białorusi.